# Alex Toth
Alexander Toth, dit Alex Toth est un auteur de bande dessinée et d'animation télévisée américain, né le 25 juin 1928 à New York et mort le 27 mai 2006 à Burbank.

## Biographie

### Carrière
Alex Toth débute dans Heroïc Comics en 1944, puis rejoint l’éditeur DC Comics en 1947. Il collabore alors aux séries Dr Mid-Nite (en), The Atom, Green Lantern ou The Flash. Il travaille sur la série Casey Ruggles comme assistant du dessinateur Warren Tufts. Au milieu des années 1950, il sert deux ans dans l'armée américaine et il produit pour elle les aventures de Jon Fury. Sa carrière un brin erratique l'amène à produire dans des domaines divers : bandes d'horreur pour EC Comics, adaptations en bande dessinée de licences télévisées (Zorro, The FBI Story…), récits de guerre, dessins animés (Super Friends, The Herculoids et Le Fantôme de l'espace, pour Hanna Barbera), etc. En dehors de Space Ghost, extrêmement populaire aux États-Unis au point d'avoir même eu droit à son propre talk show, son personnage le plus célèbre est sans doute Torpedo, dont il ne réalise que le premier récit dans l'édition espagnole du mensuel Creepy, sur un scénario d'Enrique Sanchez Abuli, avant de passer la main à Jordi Bernet. Mal connu du public, Alex Toth est cependant reconnu par ses pairs (notamment Bruce Timm, également réputé dans les bandes dessinées et dans l'animation télévisée) comme l'un des grands maîtres du noir et blanc[réf. nécessaire], avec Milton Caniff, Frank Robbins et Hugo Pratt.
Selon son fils aîné Eric, Alex Toth est mort sur sa table à dessin, en plein travail.

## Œuvre (publications françaises)
- Brûlant (1re série) t. 37 : Le Combat des sergents, scénario de Bob Kanigher, Carl Wessler et Bob Haney, dessins de Joe Kubert, Alex Toth, Frank Thorne, Marie Severin et Russ Heath, Arédit, collection Comics Pocket, 1975.
- Brûlant (2e série) t. 15 : L'Adieu aux morts, scénario d'Archie Goodwin, Alex Toth et Jack Oleck, dessins de Sam Glanzman, Frank Robbins, Alfredo Alcala, Paul Kirchner, Alex Toth, Sid Check, Tex Blaisdell, Frank Redondo et Mike Sekowsky, Arédit, collection Comics pocket, 1979.
- Comique mécanique, Icare, 1981.
- Une aventure de Jesse Bravo : Bravo pour l'aventure, Futuropolis, coll. « Hic et nunc », 1981[2]. Une nouvelle édition voit le jour aux Editions Paquet en avril 2018, plus complète, comportant la totalité des pages (69 planches) et des inédits graphiques (crayonnés, essais couleurs). Une version couleur est également éditée à cette date, réalisée grâce à des indications laissées par l'auteur.
- Hurlements, Comics USA (en), 1988  (ISBN 2876950413).
- Superman: A malin, malin et demi (dessin), scénario d'Elliot S. Maggin, Sagédition, coll. « Superman et Batman », 1984 (illustration de couverture par Gil Kane).
- Torpedo : Tuer, c'est vivre (dessin), scénario d'Enrique Sanchez Abuli, dessins avec Jordi Bernet, Albin Michel, collection L'Écho des savanes, 1983.
- Zorro : 1957-1959 (dessin), scénario de Johnston McCulley, Futuropolis, coll. « Copyright », 1990  (ISBN 2737626773).
- Une histoire dans Blazing Combat, scénario d'Archie Goodwin, Akileos, coll. « Regard noir & blanc », 2010.
- Zorro, Glénat, 2011  (ISBN 9782723480000).
- « Black Canary : Secret of Doom », dans Green Arrow : Les Prédateurs, scénario de Dennis O'Neil, Urban comics, coll. « DC Confidential », 2020  (ISBN 9791026819103).
- Eerie & Creepy présentent Alex Toth, avec divers scénaristes et dessinateurs, Delirium, coll. « Dark Horse Books », 2024  (ISBN 9782493428370).

## Prix et récompenses
- 1981 : Prix Inkpot
- 1990 : Temple de la renommée Jack Kirby
- 1991 : Temple de la renommée Will Eisner

### Document
- « Bravo pour l’aventure »,  de Jean Depelley sur BD Zoom